# Jeu de société nazi
Pour les articles homonymes, voir Juden Raus et Bombes sur l'Angleterre.
Les jeux de société nazis sont un élément de la propagande nazie. 

## Juden Raus!(1936)
Juden Raus (Les Juifs dehors (de)) créé par Günther & Co. en 1936,,,.

## Bomber über England(1940)
Bomber über England (Bombes sur l'Angleterre),.

## Jagd auf Kohlenklau(1944)
Jagd auf Kohlenklau (de) (Chasse au voleur de charbon),,,. Il y a eu quatre millions d'exemplaires de ce jeu en circulation.